# Bromus tacna
Bromus tacna är en gräsart som beskrevs av Ernst Gottlieb von Steudel. Bromus tacna ingår i släktet lostor, och familjen gräs. Inga underarter finns listade i Catalogue of Life.